# Pudas mot Sverige
Pudas mot Sverige är ett rättsfall i Europadomstolen från 1987 (diarienummer 10426/83). Konsekvensen av ärendet blev att reglerna för rättsprövning i Sverige ändrades.

## Bakgrund
Bengt Pudas hade ansökt och erhållit tillstånd av länsstyrelsen att driva yrkesmässig linjetrafik i Norrbotten, vilket han gjorde tillsammans med sin far Folke Pudas. Trafiktillståndet utfärdades 1980 och skulle gälla tills vidare. Ett år senare, utan klagomål från trafikanterna, ansökte Aktiebolaget Länstrafik i Norrbotten om ett sådant tillstånd, vilket även skulle täcka den rutt som omfattades av Pudas licens. Samma år drogs Pudas tillstånd in och slutade därmed att gälla. 
Pudas anförde besvär mot beslutet hos Transportrådet och hävdade, att det inte hade fattats för att förbättra trafiken i Norrbotten. Besväret föranledde ingen ändring av beslutet. Han begärde då att Kommunikationsdepartementet skulle undanröja indragningen. Departementet avslog besväret. 
Pudas kunde inte föra vidare sitt ärende till någon annan instans och hans möjligheter i Sverige var därmed uttömda.

## Europadomstolen
Han företräddes av universitetslektor Göran Ravnsborg i Lund som ombud. Eftersom Pudas inte kunde överpröva återkallandet av trafiktillståndet, ansåg han, att en kränkning av artikel 6 i Europakonventionen hade skett.
Europadomstolen hade med andra ord att bedöma, huruvida det fanns tillräckliga rättsmedel i Sverige för besvär mot sådana beslut. Det fanns möjlighet, att under vissa omständigheter ompröva beslut i form av resning, men Europadomstolen ansåg inte att detta stämde överens med lydelsen av artikel 6, det vill säga tillgången till en prövning i domstol. 
Svensk lag var således bristfällig avseende bedömningen av besluts laglighet, eftersom varken de ordinära domstolarna, förvaltningsdomstolarna eller något annat organ hade behörighet att pröva besvär mot ett sådant beslut. 

## Hungerstrejk och förändring
I syfte att skapa debatt och väcka uppmärksamhet kring fallet hungerstrejkade Folke Pudas i en låda på Sergels torg mitt framför Sveriges riksdags dåvarande (temporära) lokaler i nuvarande Kulturhuset i Stockholm. Fallet föranledde ändring i förvaltningsrätten, nämligen tillkomsten av lagen om rättsprövning från 1988. Därmed öppnades möjlighet att få förvaltningsbeslut överprövade av domstol.
Rättsprövningen skall inte blandas ihop med resning. Rättsprövningen utfördes av Regeringsrätten, när det var regeringens beslut, som skulle omprövas och av kammarrätten för övriga beslut.
Sedan 2006 gäller andra regler om rättsprövning enligt lagen (2006:304) om rättsprövning av vissa regeringsbeslut.
Pudas kamp bidrog till att svenska staten slutligen ändrade reglerna för rättsprövning i Sverige.